# وادي الهيرة
وادي الهَيرة أو الهيرة هي أرض زراعية بعلية تملكها الدولة الليبية، تبلغ مساحتها 3700 هكتار، تقع على جانبي الطريق الرابط بين العزيزية وغريان، أدرجته الدولة من المناطق التي تعاني من التصحر، وبسبب هذة المشكلة التي أصبحت عائق حقيقي وزحف الرمال بكميات كبيرة على الطريق الرئيسي الرابط بين العزيزية وغريان والذي يعتبر من الطرق الرئيسية الرابطة بين الشمال والغرب الليبي أدرجته الدولة من ضمن مشروعها لمكافحة التصحر بما يسمي "مشروع الهيرة"

## مشروع الهيرة
قامت اللجنة الوطنية لمكافة التصحر ووقف الزحف الصحراوي، بتصميم وتخطيط ساتر شجري على جانبي الطريق والذي يبلغ طول الساتر 7 كيلومتر على جانبي الطريق بحيث تبلغ المسافة الكلية 14 كيلومتر وعرض الساتر 200 متر تبدأ من نهاية المسافة القانونية للطريق، وبلغ عدد الأسطر التي تم تشجيرها 20 سطراً تقريباً. وتم حفر الأجوار وكان لكل جورة حجم 80×80×80 سم والمسافة بين الجورة والأخرى 5 متر
بدأ المشروع بأعمال المسح والحفر بتاريخ 18-12-2005، وبدأت أعمال التشجير بتاريخ 22-2-2006، وكان توزيع شتول الغابات على الخطوط حيث السطر الأول والثاني والخامس والتاسع والحادي عشر والخامس عشر نوع الشتول المغروسة كينا، والسطر الثالث والرابع والسابع والعاشر والرابع عشر نوع سنط حقيقي، والسطر الثاني عشر نوع شجر الغاف، والسطر الثامن عشر والتاسع عشر والعشرون والواحد والعشرون نوع سنط مسلح، كما تم زراعة أكثر من 500,000 ألف شتلة غابات من مختلف الأنواع (الكينا، كازارينا، الغاف، البطم، الخروب، أكاسيا فكتوريا (Acacia victoriae)، السنط الحقيقي، السنط المسلح (Acacia karroo))، كما أنجز تشجير 600 هكتار بعدد 60 ألف شتلة زيتون.